# پزشک… دانشجو
پزشک… دانشجو (ایتالیایی: Il medico... la studentessa) یک فیلم کمدی سکسی سبک ایتالیایی به کارگردانی سیلویا آمادیو است که در سال ۱۹۷۶ منتشر شد.

## گزیدهٔ بازیگران
- گلوریا گوئیدا
- ژاک دوفیلو
- پینو کولیتسی
- نیه‌بس ناوارو
- ریک
- انریکو بروسکی